# 松井進 (工学)
松井 進（まつい すすむ）は、日本の情報通信工学者。大阪工業大学情報科学部ネットワークデザイン学科元教授。博士（工学）。電子情報通信学会情報ネットワーク科学特別研究専門委員会2017専門委員。情報処理学会ユビキタスコンピューティングシステム第49回研究会センサネットワーク座長。
専門は、情報通信工学・情報ネットワーク工学（特にアドホックネットワーク）、ネットワークセキュリティ（ネットワーク認証含む）、IoTネットワークシステム。

## 略歴
1980年大阪大学大学院基礎工学研究科物理系専攻修士課程修了。日立製作所システム開発研究所（現：横浜研究所）にて、通信/モバイル/アドホックネットワークの研究開発に従事。2009年静岡大学より工学博士号を取得。2012年大阪工業大学情報科学部情報ネットワーク学科教授。2019年同学部ネットワークデザイン学科教授。2021年大阪工業大学定年退官。
大阪工業大学情報科学部（情報ネットワーク学科・ネットワークデザイン学科）にて10年近く教鞭を執り、特に情報通信ネットワーク・IoTネットワークシステムの研究育成に貢献した。退官後は、大和大学理工学部教授を務めている。
主な所属学会は、情報処理学会、電子情報通信学会、IEEE、日本信頼性学会など。

## 主な研究
- マルチチャネルアドホックネットワークシステムにおけるチャネル割り当てと経路制御連携方式の提案と評価 - 日立製作所との共同研究[2]
- ユビキタスネットワーク認証・エージェント技術(UAA) - 東京大学大学院情報理工学系研究科・NTTネットワークサービスシステム研究所との共同研究[3]
- LoRaを用いた無線マルチホップネットワークの性能評価
- IoTシステムの技術動向と実用化に向けた取り組み[4]
- ドローンを用いた映像監視システムにおける障害物回避についての考察